# Joey Grochal
Joey Grochal (geboren in 1986) is een Nederlandse schaker. Hij heeft een FIDE-rating van 2312 en speelt voor Goes S.V. in de derde klasse van de Koninklijke Nederlandse Schaakbond. Grochal is een FIDE meester (FM).

## Individuele resultaten
- Van 2015 tot en met 2018 werd hij Zeeuws kampioen schaken.[1]